# Phase à élimination directe de la Coupe du monde de rugby à XV 2019
La phase à élimination directe de la Coupe du monde de rugby à XV 2019 oppose les huit équipes qualifiées à l'issue du premier tour. Ces équipes se rencontrent dans des matchs à élimination directe à partir des quarts de finale.

## Règlement
Le vainqueur de chaque match est qualifié pour la phase suivante.

## Tableau
Après la phase de groupes, les huit équipes qualifiées sont celles classées aux deux premières places de chaque poule :
| Poule A    | Poule B             | Poule C       | Poule D           |
| ---------- | ------------------- | ------------- | ----------------- |
| 1. Japon   | 1. Nouvelle-Zélande | 1. Angleterre | 1. Pays de Galles |
| 2. Irlande | 2. Afrique du Sud   | 2. France     | 2. Australie      |

|  | Quarts de finale           | Quarts de finale              |                              |                              | Demi-finales                  | Demi-finales                  |    |  | Finale                        | Finale                        |
|  | Quarts de finale           | Quarts de finale              |                              |                              | Demi-finales                  | Demi-finales                  |    |  | Finale                        | Finale                        |
|  |                            |                               |                              |                              |                               |                               |    |  |                               |                               |
|  | le 19 octobre 2019 à Ōita  | le 19 octobre 2019 à Ōita     |                              |                              | le 26 octobre 2019 à Yokohama | le 26 octobre 2019 à Yokohama |    |  | le 2 novembre 2019 à Yokohama | le 2 novembre 2019 à Yokohama |
|  | le 19 octobre 2019 à Ōita  | le 19 octobre 2019 à Ōita     |                              |                              | le 26 octobre 2019 à Yokohama | le 26 octobre 2019 à Yokohama |    |  | le 2 novembre 2019 à Yokohama | le 2 novembre 2019 à Yokohama |
|  | Angleterre                 | 40                            |                              |                              | le 26 octobre 2019 à Yokohama | le 26 octobre 2019 à Yokohama |    |  | le 2 novembre 2019 à Yokohama | le 2 novembre 2019 à Yokohama |
|  | Angleterre                 | 40                            |                              |                              | le 26 octobre 2019 à Yokohama | le 26 octobre 2019 à Yokohama |    |  | le 2 novembre 2019 à Yokohama | le 2 novembre 2019 à Yokohama |
|  | Australie                  | 16                            |                              |                              | le 26 octobre 2019 à Yokohama | le 26 octobre 2019 à Yokohama |    |  | le 2 novembre 2019 à Yokohama | le 2 novembre 2019 à Yokohama |
|  | Australie                  | 16                            | Angleterre                   | 19                           |                               |                               |    |  | le 2 novembre 2019 à Yokohama | le 2 novembre 2019 à Yokohama |
|  | le 19 octobre 2019 à Tokyo |                               | Angleterre                   | 19                           |                               |                               |    |  | le 2 novembre 2019 à Yokohama | le 2 novembre 2019 à Yokohama |
|  |                            | Nouvelle-Zélande              | 7                            |                              |                               |                               |    |  | le 2 novembre 2019 à Yokohama | le 2 novembre 2019 à Yokohama |
|  | Nouvelle-Zélande           | Nouvelle-Zélande              | 7                            | 46                           |                               |                               |    |  | le 2 novembre 2019 à Yokohama | le 2 novembre 2019 à Yokohama |
|  | Nouvelle-Zélande           |                               |                              | 46                           |                               |                               |    |  | le 2 novembre 2019 à Yokohama | le 2 novembre 2019 à Yokohama |
|  | Irlande                    | 14                            |                              |                              |                               |                               |    |  | le 2 novembre 2019 à Yokohama | le 2 novembre 2019 à Yokohama |
|  | Irlande                    | 14                            | Angleterre                   | 12                           |                               |                               |    |  |                               |                               |
|  | le 20 octobre 2019 à Ōita  |                               | Angleterre                   | 12                           |                               |                               |    |  |                               |                               |
|  |                            | Afrique du Sud                | 32                           |                              |                               |                               |    |  |                               |                               |
|  | Pays de Galles             | Afrique du Sud                | 32                           | 20                           |                               |                               |    |  |                               |                               |
|  | Pays de Galles             | le 27 octobre 2019 à Yokohama |                              | 20                           |                               |                               |    |  |                               |                               |
|  | France                     | 19                            |                              |                              |                               |                               |    |  |                               |                               |
|  | France                     | 19                            | Pays de Galles               | 16                           |                               |                               |    |  |                               |                               |
|  | le 20 octobre 2019 à Tokyo | le 20 octobre 2019 à Tokyo    | Pays de Galles               | 16                           | Match pour la 3e place        | Match pour la 3e place        |    |  |                               |                               |
|  | le 20 octobre 2019 à Tokyo | le 20 octobre 2019 à Tokyo    |                              | Afrique du Sud               | Match pour la 3e place        | Match pour la 3e place        | 19 |  |                               |                               |
|  | Japon                      | 3                             | le 1er novembre 2019 à Tokyo | le 1er novembre 2019 à Tokyo |                               |                               | 19 |  |                               |                               |
|  | Japon                      | 3                             | le 1er novembre 2019 à Tokyo | le 1er novembre 2019 à Tokyo |                               |                               |    |  |                               |                               |
|  | Afrique du Sud             | 26                            |                              | Nouvelle-Zélande             | 40                            |                               |    |  |                               |                               |
|  | Afrique du Sud             | 26                            |                              | Nouvelle-Zélande             | 40                            |                               |    |  |                               |                               |
|  |                            |                               |                              |                              |                               |                               |    |  | Pays de Galles                | 17                            |
|  |                            |                               |                              |                              |                               |                               |    |  | Pays de Galles                | 17                            |

## Quarts de finale

### Angleterre - Australie
Homme du match :  Tom Curry
Points marqués :
- Angleterre : 4 essais de  May (18e, 21e), Sinckler (46e) et Watson (76e) ; 4 transformations de Farrell (19e, 23e, 47e, 77e) ; 4 pénalités de Farrell (30e, 51e, 66e, 73e)
- Australie : 1 essai de Koroibete (43e) ; 1 transformation de Lealiifano (44e) ; 3 pénalités de Lealiifano (12e, 26e, 41e)

Évolution du score : 0-3, 7-3, 14-3, 14-6, 17-6, 17-9, mt, 17-16, 24-16, 27-16, 30-16, 33-16, 40-16
Arbitre :  Jérôme Garcès
Touche :  Romain Poite  /  Mathieu Raynal 
Vidéo :  Ben Skeen
Résumé :
| Angleterre | Australie |

| Angleterre · Titulaires · 15 Elliot Daly · 14 Anthony Watson · 13 Henry Slade 61e · 12 Manu Tuilagi 75e · 11 Jonny May · 10 Owen Farrell · 09 Ben Youngs 73e · 08 Billy Vunipola · 07 Sam Underhill 69e · 06 Tom Curry · 05 Courtney Lawes 64e · 04 Maro Itoje · 03 Kyle Sinckler 64e · 02 Jamie George 69e · 01 Mako Vunipola 69e · Remplaçants · 16 Luke Cowan-Dickie 69e · 17 Joe Marler 69e · 18 Dan Cole 64e · 19 George Kruis 64e · 20 Lewis Ludlam 69e · 21 Willi Heinz 73e · 22 George Ford 61e · 23 Jonathan Joseph 75e · Entraîneur · Eddie Jones |  |  | Australie · Titulaires · Kurtley Beale 15 · Reece Hodge 14 · 74e Jordan Petaia 13 · Samu Kerevi 12 · Marika Koroibete 11 · 53e Christian Lealiifano 10 · 61e Will Genia 09 · 69e Isi Naisarani 08 · Michael Hooper 07 · David Pocock 06 · 66e Rory Arnold 05 · Izack Rodda 04 · 61e Allan Alaalatoa 03 · 66e Tolu Latu 02 · 69e Scott Sio 01 · Remplaçants · 66e Jordan Uelese 16 · 69e James Slipper 17 · 61e Taniela Tupou 18 · 66e Adam Coleman 19 · 69e Lukhan Salakaia-Loto 20 · 61e Nic White 21 · 53e Matt Toomua 22 · 73e James O'Connor 23 · Entraîneur · Michael Cheika |

### Nouvelle-Zélande - Irlande
Homme du match :  Beauden Barrett
Points marqués :
- Nouvelle-Zélande : 7 essais de A. Smith (14e, 20e), B. Barrett (32e), Taylor (48e), Todd (61e), Bridge (73e) et J. Barrett (80e) ; 4 transformations de Mo'unga (15e, 21e, 49e, 74e) ; 1 pénalité de Mo'unga (6e)
- Irlande : 2 essais de Henshaw (69e), de pénalité (77e) ; 1 transformation de Carbery (70e)

Évolution du score : 3-0, 10-0, 17-0, 22-0, mt, 29-0, 34-0, 34-7, 41-7, 41-14, 46-14
Arbitre :  Nigel Owens 
Touche :  Pascal Gaüzère /  Angus Gardner 
Vidéo :  Graham Hughes
Résumé :
| Nouvelle-Zélande | Irlande |

| Nouvelle-Zélande · Titulaires · 15 Beauden Barrett · 14 Sevu Reece 64e · 13 Jack Goodhue 54e · 12 Anton Lienert-Brown · 11 George Bridge · 10 Richie Mo'unga · 09 Aaron Smith 62e · 08 Kieran Read · 07 Sam Cane 40e · 06 Ardie Savea · 05 Sam Whitelock · 04 Brodie Retallick 58e · 03 Nepo Laulala 50e · 02 Codie Taylor 62e · 01 Joe Moody 50e · Remplaçants · 16 Dane Coles 62e · 17 Ofa Tu'ungafasi 50e · 18 Angus Ta'avao 50e · 19 Scott Barrett 58e · 20 Matt Todd 40e 77e à 80e · 21 TJ Perenara 62e · 22 Sonny Bill Williams 64e · 23 Jordie Barrett 54e · Entraîneur · Steve Hansen |  |  | Irlande · Titulaires · 53e Rob Kearney 15 · Keith Earls 14 · 5' à 10' Garry Ringrose 13 · 22' à 27' Robbie Henshaw 12 · Jacob Stockdale 11 · 63e Jonathan Sexton 10 · 74e Conor Murray 09 · CJ Stander 08 · Josh van der Flier 07 · 57e Peter O'Mahony 06 · James Ryan 05 · 49e Iain Henderson 04 · 61e Tadhg Furlong 03 · 63e Rory Best 02 · 49e Cian Healy 01 · Remplaçants · 63e Niall Scannell 16 · 49e David Kilcoyne 17 · 61e Andrew Porter 18 · 49e Tadhg Beirne 19 · 57e Rhys Ruddock 20 · 74e Luke McGrath 21 · 63e Joey Carbery 22 · 5e 10e 22e 27e 53e Jordan Larmour 23 · Entraîneur · Joe Schmidt |

### Pays de Galles - France
Homme du match :  Aaron Wainwright
Points marqués :
- Pays de Galles : 2 essais de Wainwright (12e) et Moriarty (74e) ; 2 transformations de Biggar (13e, 75e) ; 2 pénalités de Biggar (20e, 54e)
- France : 3 essais de Vahaamahina (5e), Ollivon (8e) et Vakatawa (31e) ; 2 transformations de Ntamack (9e, 32e)

Évolution du score : 0-5, 0-12, 7-12, 10-12, 10-19, mt, 13-19, 20-19
Arbitre :  Jaco Peyper
Touche :  Nic Berry  /  Paul Williams 
Vidéo :  Marius Jonker
Résumé :
| Pays de Galles | France |

| Pays de Galles · Titulaires · 15 Liam Williams · 14 George North · 13 Owen Watkin · 12 Hadleigh Parkes · 11 Josh Adams · 10 Dan Biggar · 09 Gareth Davies 54e · 08 Josh Navidi 27e · 07 Justin Tipuric · 06 Aaron Wainwright · 05 Alun Wyn Jones · 04 Jake Ball 62e · 03 Tomas Francis 62e · 02 Ken Owens 75e · 01 Wyn Jones 62e · Remplaçants · 16 Elliot Dee 75e · 17 Rhys Carré 62e · 18 Dillon Lewis 62e · 19 Adam Beard 62e · 20 Ross Moriarty 27e 29e à 39e · 21 Tomos Williams 54e · 22 Rhys Patchell · 23 Leigh Halfpenny · Entraîneur · Warren Gatland |  |  | France · Titulaires · 77e Maxime Médard 15 · Damian Penaud 14 · Virimi Vakatawa 13 · Gaël Fickou 12 · Yoann Huget 11 · 40e Romain Ntamack 10 · 72e Antoine Dupont 09 · 54e Grégory Alldritt 08 · Charles Ollivon 07 · Wenceslas Lauret 06 · 48e Sébastien Vahaamahina 05 · 65e Bernard Le Roux 04 · 72e Rabah Slimani 03 · 49e Guilhem Guirado 02 · 67e Jefferson Poirot 01 · Remplaçants · 49e Camille Chat 16 · 67e Cyril Baille 17 · 72e Emerick Setiano 18 · 54e Paul Gabrillagues 19 · 65e Louis Picamoles 20 · 72e Baptiste Serin 21 · 40e Camille Lopez 22 · 77e Vincent Rattez 23 · Entraîneur · Jacques Brunel |

### Japon - Afrique du Sud
Homme du match :  Faf de Klerk
Points marqués :
- Japon : 1 pénalité de Tamura (19e)
- Afrique du Sud : 3 essais de Mapimpi (3e, 69e) et de Klerk (65e) ; 1 transformation de Pollard (65e) ; 3 pénalités de Pollard (43e, 48e, 63e)

Évolution du score : 0-5, 3-5, mt, 3-8, 3-11, 3-14, 3-21, 3-26
Arbitre :  Wayne Barnes
Touche :  Ben O'Keeffe  /  Luke Pearce
Vidéo :  Rowan Kitt
Résumé :
| Japon | Afrique du Sud |

| Japon · Titulaires · 15 Ryohei Yamanaka 60e · 14 Kotaro Matsushima · 13 Timothy Lafaele · 12 Ryoto Nakamura · 11 Kenki Fukuoka · 10 Yu Tamura 48e · 09 Yutaka Nagare 72e · 08 Kazuki Himeno 52e · 07 Lappies Labuschagné 13e 22e · 06 Michael Leitch · 05 James Moore · 04 Luke Thompson 54e · 03 Koo Ji-won 64e · 02 Shota Horie 72e · 01 Keita Inagaki 48e 68e · Remplaçants · 16 Atsushi Sakate 72e · 17 Isileli Nakajima 48e 68e · 18 Asaeli Ai Valu 64e · 19 Wimpie van der Walt 54e · 20 Amanaki Mafi 13e 22e 52e · 21 Fumiaki Tanaka 72e · 22 Rikiya Matsuda 48e · 23 Lomano Lemeki 60e · Entraîneur · Jamie Joseph |  |  | Afrique du Sud · Titulaires · Willie le Roux 15 · 72e Cheslin Kolbe 14 · Lukhanyo Am 13 · Damian de Allende 12 · Makazole Mapimpi 11 · Handré Pollard 10 · 74e Faf de Klerk 09 · 68e Duane Vermeulen 08 · Pieter-Steph du Toit 07 · 13e 21e Siya Kolisi 06 · 67e Lood de Jager 05 · 63e Eben Etzebeth 04 · 54e Frans Malherbe 03 · 37e Bongi Mbonambi 02 · 54e 10e à 20e Tendai Mtawarira 01 · Remplaçants · 37e Malcolm Marx 16 · 13e 21e 54e Steven Kitshoff 17 · 54e Vincent Koch 18 · 63e RG Snyman 19 · 67e Franco Mostert 20 · 68e Francois Louw 21 · 74e Herschel Jantjies 22 · 72e François Steyn 23 · Entraîneur · Rassie Erasmus |

## Demi-finales

### Angleterre - Nouvelle-Zélande
Homme du match :  Maro Itoje
Points marqués :

- Angleterre : 1 essai de Tuilagi (2e) ; 1 transformation de Farrell (3e) ; 4 pénalités de Ford (40e, 49e, 62e, 69e)

- Nouvelle-Zélande : 1 essai de Savea (56e) ; 1 transformation de Mo'unga (57e)

Évolution du score : 7-0, 10-0, mt, 13-0, 13-7, 16-7, 19-7
Arbitre :  Nigel Owens 
Touche :  Romain Poite /  Pascal Gaüzère
Vidéo :  Marius Jonker
Résumé :
| Angleterre | Nouvelle-Zélande |

| Angleterre · Titulaires · 15 Elliot Daly · 14 Anthony Watson · 13 Manu Tuilagi 73e · 12 Owen Farrell · 11 Jonny May 44e · 10 George Ford · 09 Ben Youngs 62e · 08 Billy Vunipola · 07 Sam Underhill 69e · 06 Tom Curry · 05 Courtney Lawes 54e · 04 Maro Itoje · 03 Kyle Sinckler 46e · 02 Jamie George 69e · 01 Mako Vunipola 69e · Remplaçants · 16 Luke Cowan-Dickie 69e · 17 Joe Marler 69e · 18 Dan Cole 46e · 19 George Kruis 54e · 20 Mark Wilson 69e · 21 Willi Heinz 62e · 22 Henry Slade 44e · 23 Jonathan Joseph 73e · Entraîneur · Eddie Jones |  |  | Nouvelle-Zélande · Titulaires · Beauden Barrett 15 · Sevu Reece 14 · 53e Jack Goodhue 13 · Anton Lienert-Brown 12 · 50e George Bridge 11 · Richie Mo'unga 10 · 54e Aaron Smith 09 · Kieran Read 08 · Ardie Savea 07 · 40e Scott Barrett 06 · 66e Sam Whitelock 05 · Brodie Retallick 04 · 53e Nepo Laulala 03 · 48e Codie Taylor 0 2 · 62e Joe Moody 01 · Remplaçants · 49e Dane Coles 16 · 62e Ofa Tu'ungafasi 17 · 54e Angus Ta'avao 18 · 66e Patrick Tuipulotu 19 · 40e Sam Cane 20 · 53e TJ Perenara 21 · 53e Sonny Bill Williams 22 · 49e Jordie Barrett 23 · Entraîneur · Steve Hansen |

| Statistiques  | Angleterre | Nouvelle-Zélande |
| ------------- | ---------- | ---------------- |
| Points        | 19         | 7                |
| Essais        |            |                  |
| Pénalités     |            |                  |
| Mêlée fermées |            |                  |
| Touches       |            |                  |
| Placages      |            |                  |
| Possession %  |            |                  |
| Passes        |            |                  |
| Off-load      |            |                  |

### Pays de Galles - Afrique du Sud
Homme du match :  Handré Pollard
Points marqués :
- Pays de Galles : 1 essai de Adams (64e) ; 1 transformation de Halfpenny (65e) ; 3 pénalités de Biggar (17e, 38e, 45e)
- Afrique du Sud : 1 essai de de Allende (56e) ; 1 transformation de Pollard (57e) ; 4 pénalités de Pollard (14e, 19e, 34e, 75e)

Évolution du score : 0-3, 3-3, 3-6, 3-9, 6-9, mt, 9-9, 9-16, 16-16, 16-19
Arbitre :  Jérôme Garcès 
Touche :  Wayne Barnes /  Ben O'Keeffe 
Vidéo :  Ben Skeen
Résumé :
| Pays de Galles | Afrique du Sud |

| Pays de Galles · Titulaires · 15 Leigh Halfpenny · 14 George North 39e · 13 Jonathan Davies · 12 Hadleigh Parkes · 11 Josh Adams · 10 Dan Biggar 57e · 09 Gareth Davies 47e · 08 Ross Moriarty · 07 Justin Tipuric · 06 Aaron Wainwright 68e · 05 Alun Wyn Jones · 04 Jake Ball 59e · 03 Tomas Francis 35e · 02 Ken Owens 72e · 01 Wyn Jones 54e · Remplaçants · 16 Elliot Dee 72e · 17 Rhys Carré 54e · 18 Dillon Lewis 35e · 19 Adam Beard 59e · 20 Aaron Shingler 68e · 21 Tomos Williams 47e · 22 Rhys Patchell 57e · 23 Owen Watkin 39e · Entraîneur · Warren Gatland |  |  | Afrique du Sud · Titulaires · 68e Willie le Roux 15 · S'busiso Nkosi 14 · Lukhanyo Am 13 · Damian de Allende 12 · Makazole Mapimpi 11 · Handré Pollard 10 · Faf de Klerk 09 · Duane Vermeulen 08 · Pieter-Steph du Toit 07 · 68e Siya Kolisi 06 · 57e Lood de Jager 05 · 52e Eben Etzebeth 04 · 47e Frans Malherbe 03 · 47e Bongi Mbonambi 02 · 47e Tendai Mtawarira 01 · Remplaçants · 47e Malcolm Marx 16 · 47e Steven Kitshoff 17 · 47e Vincent Koch 18 · 52e RG Snyman 19 · 57e Franco Mostert 20 · 68e Francois Louw 21 · Herschel Jantjies 22 · 68e François Steyn 23 · Entraîneur · Rassie Erasmus |

## Match pour la3eplace

### Nouvelle-Zélande - Pays de Galles
Homme du match :  Brodie Retallick
Points marqués :

- Nouvelle-Zélande : 6 essais de Mody (5e), B. Barrett (13e), B. Smith (33e, 40+1e), Crotty (42e), Mo'unga (76e) ; 5 transformations de Mo'unga (7e), (14e), (34e), (40+2e), (44e)
- Pays de Galles : 2 essais de Amos (19e), Adams (59e) ; 2 transformations de Patchell (21e), Biggar (61e) ; 1 pénalité de Patchell (27e)

Évolution du score : 7-0, 14-0, 14-7, 14-10, 21-10, 28-10 mt 35-10, 35-17, 40-17
Arbitre :  Wayne Barnes
Touche :  Jaco Peyper /  Pascal Gaüzère 
Vidéo :  Marius Jonker
Résumé :
| Nouvelle-Zélande | Pays de Galles |

| Nouvelle-Zélande · Titulaires · 15 Beauden Barrett · 14 Ben Smith · 13 Ryan Crotty 57e · 12 Sonny Bill Williams 57e · 11 Rieko Ioane · 10 Richie Mo'unga · 09 Aaron Smith 57e · 08 Kieran Read · 07 Sam Cane · 06 Shannon Frizell 61e · 05 Scott Barrett 61e · 04 Brodie Retallick · 03 Nepo Laulala 57e · 02 Dane Coles 25e · 01 Joe Moody 57e · Remplaçants · 16 Liam Coltman 25e · 17 Atunaisa Moli 57e · 18 Angus Ta'avao 57e · 19 Patrick Tuipulotu 61e · 20 Matt Todd 61e · 21 Brad Weber 57e · 22 Anton Lienert-Brown 61e · 23 Jordie Barrett 57e · Entraîneur · Steve Hansen |  |  | Pays de Galles · Titulaires · Hallam Amos 15 · Owen Lane 14 · Jonathan Davies 13 · 62e Owen Watkin 12 · Josh Adams 11 · 47e Rhys Patchell 10 · 47e Tomos Williams 09 · 47e Ross Moriarty 08 · James Davies 07 · Justin Tipuric 06 · 57e Alun Wyn Jones 05 · Adam Beard 04 · 78e Dillon Lewis 03 · 44e Ken Owens 02 · 44e Nicky Smith 01 · Remplaçants · 44e Elliot Dee 16 · 44e Rhys Carré 17 · 78e Wyn Jones 18 · 57e Jake Ball 19 · 47e Aaron Shingler 20 · 47e Gareth Davies 21 · 47e Dan Biggar 22 · 62e Hadleigh Parkes 23 · Entraîneur · Warren Gatland |

## Finale

### Angleterre - Afrique du Sud
Homme du match :  Duane Vermeulen
Points marqués :
- Angleterre : 4 pénalités de Farrell (23e, 35e, 52e, 60e)
- Afrique du Sud : 2 essais de Mapimpi (66e) et de Kolbe (74e) ; 2 transformations de Pollard (67e, 75e) ; 6 pénalités de Pollard (10e, 26e, 39e, 43e, 46e, 58e)

Évolution du score : 0-3, 3-3, 3-6, 6-6, 6-9, 6-12 mt 6-15, 9-15, 9-18, 12-18, 12-25, 12-32
Arbitre :  Jérôme Garcès
Touche :  Romain Poite /  Ben O'Keeffe 
Vidéo :  Ben Skeen
Résumé :
| Angleterre | Afrique du Sud |

| Angleterre · Titulaires · 15 Elliot Daly · 14 Anthony Watson · 13 Manu Tuilagi · 12 Owen Farrell · 11 Jonny May 69e · 10 George Ford 49e · 09 Ben Youngs 75e · 08 Billy Vunipola · 07 Sam Underhill 59e · 06 Tom Curry · 05 Courtney Lawes 40e · 04 Maro Itoje · 03 Kyle Sinckler 2e · 02 Jamie George 59e · 01 Mako Vunipola 45e · Remplaçants · 16 Luke Cowan-Dickie 59e · 17 Joe Marler 45e · 18 Dan Cole 2e · 19 George Kruis 40e · 20 Mark Wilson 59e · 21 Ben Spencer 75e · 22 Henry Slade 49e · 23 Jonathan Joseph 69e · Entraîneur · Eddie Jones |  |  | Afrique du Sud · Titulaires · 67e Willie le Roux 15 · Cheslin Kolbe 14 · Lukhanyo Am 13 · Damian de Allende 12 · Makazole Mapimpi 11 · Handré Pollard 10 · 76e Faf de Klerk 09 · Duane Vermeulen 08 · Pieter-Steph du Toit 07 · 63e Siya Kolisi 06 · 21e Lood de Jager 05 · 59e Eben Etzebeth 04 · 43e Frans Malherbe 03 · 21e Bongi Mbonambi 02 · 43e Tendai Mtawarira 01 · Remplaçants · 21e Malcolm Marx 16 · 43e Steven Kitshoff 17 · 43e Vincent Koch 18 · 59e RG Snyman 19 · 21e Franco Mostert 20 · 63e Francois Louw 21 · 76e Herschel Jantjies 22 · 67e François Steyn 23 · Entraîneur · Rassie Erasmus |